# Sene Ouest
Le district de Sene Ouest (en anglais Sene West), anciennement Sene, est un district de la région de Brong Ahafo au Ghana. Il est formé en 2012 par détachement du district de Sene.

## Géographie
Le district de Sene Ouest est borné au nord par le lac Volta, à l'est par le district de Sene, au sud par le district de Sekyere Est, à l'ouest par le district d'Atebubu-Amantin et au nord-ouest par le district de Pru. Son territoire s'insère entre les latitudes 7° 0' et 8° 30' nord et les longitudes 0° 15' ouest et 0° 15' est. Le territoire couvre une superficie de 4 293 km2. Le cours moyen de la rivière Sene arrose la partie sud du territoire.

## Histoire
Le district de Sene Ouest est constitué en 2012 par la loi 2088 du Parlement du Ghana.

## Politique
En raison de conflits de désignation du chef de district à la suite de la mort de Nana Yaw Nyarkoh II en 1998, l'Assemblée de district doit affecter des sommes importantes au maintien de la sécurité publique. La population du district est représentée au Parlement par le député de la circonscription (en) de Sene Ouest, Kwame Twumasi Ampofo.

## Démographie
La population de Sene Ouest est de 57 734 habitants au Recensement du Ghana de 2010. La proportion d'hommes est moyenne avec 50,7 % de la population. Le district compte 10 936 ménages, soit 5,2 personnes par ménage. Près de la moitié (45,8 %) des ménages se composent d'une famille nucléaire. Le taux de natalité est de 25 ‰ et le taux de mortalité de 6 ‰. Les morts violentes représentent 9,3% des décès. 

## Économie
En raison de la population jeune, le ratio de dépendance est élevé, soit 91,4 %.